# Francisco Montalvo y Ambulodi
Francisco José Montalvo y Ambulodi Arriola y Casabant Valdespino (L'Avana, 1754 – Madrid, 1822) fu un soldato, amministratore coloniale e politico spagnolo.
Dal 30 maggio 1813 al 16 aprile 1816 fu governatore e capitano generale della Nuova Granada (il cui territorio corrispondeva a quello degli attuali Stati di Colombia, Panama, Venezuela ed Ecuador), e dal 16 aprile 1816 al 9 marzo 1818 ne fu viceré. Durante il suo mandato la Nuova Granada fu in aperto conflitto con la Spagna.

## Gioventù
Montalvo era un creolo, cioè uno spagnolo nato in America, figlio di Lorenzo Montalvo Ruiz de Alarcón y Montalvo, primo Conte di Macuriges, e di Teresa de Ambulodi y Arriola. Entrò nell'esercito spagnolo in giovane età, operando in America meridionale ed a Santo Domingo, e fece una rapida carriera. Nel 1790 fu promosso colonnello, cinque anni più tardi brigadiere, divenendo Maresciallo di campo nel 1811.
Consigliere di Stato e Gran croce dell'Ordine di Sant'Ermenegildo per nomian di Isabella la Cattolica, il 22 gennaio 1786 divenne cavaliere dell'Ordine di Santiago.

## Governatore e viceré della Nuova Granada
Il 30 maggio 1813 Montalvo assunse l'incarico di governatore (jefe político superior) e di capitano generale della Nuova Granada, oltre che di presidente dell'Audiencia, sostituendo Benito Pérez Brito. La sua sede fu a Santa Marta, dato che la capitale era in mano ai ribelli. Vi arrivò a bordo del brigantino spagnolo El Borja. Dato che l'istituzione del vicereame era stata abolita dalla costituzione spagnola del 1812, formalmente non ricevette il titolo di viceré prima del 1816, quando Ferdinando VII abolì la costituzione. Si trattava dell'amministratore coloniale spagnolo più alto in grado della Nuova Granada. Nel 1815 fu promosso tenente generale.
Offrì alla città di Cartagena un'alleanza contro Simón Bolívar, ma la proposta fu rifiutata. Il 15 febbraio 1816 riconquistò la città per conto degli spagnoli. Il 24 febbraio, su suo ordine, 44 patrioti di Cartagena furono giustiziati. Il 9 aprile 1816 annunciò un'amnistia. Secondo i suoi scritti gli spagnoli giustiziarono 7000 soldati nel vicereame durante la riconquista. Il 16 aprile 1816 divenne viceré.

## Ultima parte della carriera
Nel 1818 gli succedette come viceré Juan José de Sámano y Uribarri, ed egli tornò in Spagna, dove fu consigliere di stato fino alla morte.